# جورج فيسك كومفورت
جورج فيسك كومفورت (بالإنجليزية: George Fisk Comfort)‏ هو مؤرخ أمريكي، ولد في 20 سبتمبر 1833 في Berkshire, New York ‏ في الولايات المتحدة، وتوفي في 1910 في مونتكلير ‏ في الولايات المتحدة.